# Sifiso Nhlapo
Sifiso Nhlapo (ur. 13 maja 1987 w Soweto) – południowoafrykański kolarz BMX, dwukrotny medalista mistrzostw świata.

## Kariera
Pierwszy sukces w karierze Sifiso Nhlapo osiągnął w 2008 roku, kiedy zdobył brązowy medal w konkurencji elite podczas mistrzostw świata w Taiyuan. W zawodach tych wyprzedzili go jedynie Łotysz Māris Štrombergs oraz Steven Cisar z USA. Na rozgrywanych dwa lata później mistrzostwach świata w Pietermaritzburgu w tej samej konkurencji był drugi za Štrombergsem. Ponadto na mistrzostwach w Paryżu w 2005 roku został mistrzem świata juniorów w cruiserze. W 2008 roku wystąpił na igrzyskach olimpijskich w Pekinie, ale nie awansował do finału. Podobnym rezultatem zakończył start na igrzyskach w Londynie w 2012 roku.